# Hyperolius montanus
Hyperolius montanus és una espècie de granota de la família Hyperoliidae.
És endèmica de Kenya. El seu hàbitat natural inclou prats tropicals o subtropicals a gran altitud, pantans, terra arable i pastures. És una espècie adaptable que és poc probable que s'enfronti a amenaces significatives. L'ús de pesticides i altres productes agroquímics utilitzats en les plantacions podria ser una amenaça potencial per a algunes subpoblacions, però per això es necessita una major investigació (PK Malonza i V. Wasonga pers. Comm. Juliol 2012).